# Kséniya Moustafaeva
Kséniya Moustafaeva (in bielorusso Ксенія Мустафаева?, Ksenija Mustafaeva; Minsk, 8 giugno 1995) è una ginnasta bielorussa naturalizzata francese.

## Carriera

### Junior
Moustafaeva inizia a praticare ginnastica ritmica all'età di quattro anni. Nata in Bielorussia, a Minsk, si trasferisce in Francia nel 2000. Nel 2008 ottiene la cittadinanza francese e fa parte del team nazionale dal 2010. Nello stesso anno partecipa alla Happy Cup Gent di Tashkent e al Grand Prix di Thiais. 

### Senior
Nel 2011 partecipa alla Miss Valentine di Tartu in Estonia. Vince il titolo di vicecampionessa nazionale dietro a Delphine Ledoux. Partecipa ancora al Grand Prix di Thiais. 
Nel 2012 partecipa al Test Event di Londra per qualificarsi ai Giochi della XXX Olimpiade, impresa che però non le riesce in quanto arriva ventiduesima. Ottiene ancora il titolo di vicecampionessa dietro a Delphine Ledoux. Partecipa alla Serie A italiana in forze alla società Ardor Padova di Padova. 
Nel 2013 partecipa al circuito di Coppa del Mondo di ginnastica ritmica. Prende parte anche al Campionato europeo di ginnastica ritmica di Vienna arrivando diciassettesima nella gara a team. Nello stesso anno ottiene per la prima volta il titolo nazionale. Ai Giochi del Mediterraneo di Mersin vince il bronzo all-around dietro a Carolina Rodriguez e Varvara Filiou. Partecipa ai Campionati mondiali di ginnastica ritmica di Kiev, arrivando dodicesima nell'all-around.
Nel 2014 partecipa al Grand Prix di Mosca arrivando diciannovesima. Al Grand Prix di Thiais vince la sua prima medaglia, un bronzo al cerchio. Alla Coppa del mondo di Stoccarda arriva undicesima nell'all-around e quinta alla palla. Alla World Cup di Pesaro invece arriva settima nell'all-around e si qualifica per la prima volta a tutte e quattro le finali. Al Torneo Internazionale MTM di Lubiana e arriva seconda dietro a Katsiaryna Halkina. Alla World Cup di Corbeil-Essonnes arriva decima nell'all-around e per la prima volta vince una medaglia a una Coppa del Mondo: un bronzo al cerchio. Alla World Cup di Minsk, sua città natale, arriva quinta nell'all-around e si qualifica per le finali di cerchio e clavette. Ai Campionati europei di Baku arriva ottava. Alla World Cup di Kazan' arriva sesta e si qualifica per tre finali. Ai Campionati Mondiali di ginnastica ritmica di Smirne arriva undicesima nell'all-around e ottava alle clavette. Vince ancora il titolo nazionale.
Nel 2015 partecipa al Grand Prix di Mosca arrivando ottava. Al Grand Prix di Thiais vince l'argento all-around davanti a Neta Rivkin, tre bronzi a palla, clavette e nastro e un ottavo posto al cerchio. Alla Coppa del Mondo di Bucarest arriva decima nell'all-around e terza alle clavette. Agli Europei di Minsk arriva ottava a cerchio e nastro. Al Grand Prix di Berlino arriva quattordicesima. Partecipa ai I Giochi Europei, dove arriva settima nell'all-around. Alle XXVIII Universiadi arriva nona nell'all-around, quinta al nastro e sesta a cerchio e clavette. Alla Coppa del Mondo di Budapest arriva dodicesima nell'all-around. Alla World Cup di Kazan' arriva nona nell'all-around e quarta nelle finali di cerchio, palla e clavette. Ai Mondiali di Stoccarda arriva settima al nastro e dodicesima nell'all-around. Vince ancora il titolo nazionale.
Nel 2016 partecipa al Grand Prix di Thiais dove arriva settima nell'all-around. Alla World Cup di Pesaro invece arriva sempre settima nell'all-around e si qualifica per tre finali. Per via di un infortunio non può partecipare ai Campionati europei di ginnastica ritmica di Holon, e il suo posto viene preso dalla finlandese Jouki Tikkanen. Alla World Cup di Kazan' arriva dodicesima nell'all-around e si qualifica alla finale alla palla. Alla Coppa del Mondo di Baku arriva quarta e vince due bronzi a cerchio e clavette, un altro quarto posto alla palla e un settimo al nastro. Ai Giochi della XXXI Olimpiade arriva decima. Vince ancora il titolo nazionale.
Nel 2017 debutta al Grand Prix di Kiev arrivando dodicesima. Al Grand Prix di Thiais vince due bronzi a cerchio e nastro, arriva quarta nell'all-around e quinta alle clavette. Alla World Cup di Pesaro invece arriva sedicesima nell'all-around. Alla Coppa del Mondo di Baku arriva tredicesima. Ai Campionati europei di ginnastica ritmica di Budapest si qualifica alla finale alle clavette. Al Grand Prix di Holon arriva sesta. Ai Giochi mondiali di Breslavia arriva sesta alle clavette e ottava al nastro. Alla World Challenge Cup di Kazan' arriva quindicesima nell'all-around e settima alle clavette. Non partecipa ai Mondiali di Pesaro per via di un infortunio. Vince ancora il titolo nazionale.
Nel 2018 torna a gareggiare ad agosto, alla World Challenge Cup di Kazan' arrivando ventesima nell'all-around. Partecipa ai Campionati Mondiali di Sofia arrivando diciottesima nell'all-around.

## Vita privata
Kseniya è allenata da sua madre, Svetlana Moustafaeva, e parla quattro lingue: francese, inglese, russo e spagnolo. 

## Palmarès

### Giochi del Mediterraneo
| Anno | Città  | Risultato | Specialità |
| ---- | ------ | --------- | ---------- |
| 2013 | Mersin | Bronzo    | All-Around |

### Coppa del mondo
| Anno | Città            | Risultato | Specialità |
| ---- | ---------------- | --------- | ---------- |
| 2014 | Corbeil-Essonnes | Bronzo    | Cerchio    |
| 2015 | Bucarest         | Bronzo    | Clavette   |
| 2016 | Baku             | Bronzo    | Cerchio    |
| 2016 | Baku             | Bronzo    | Clavette   |